# 炒驯鹿肉

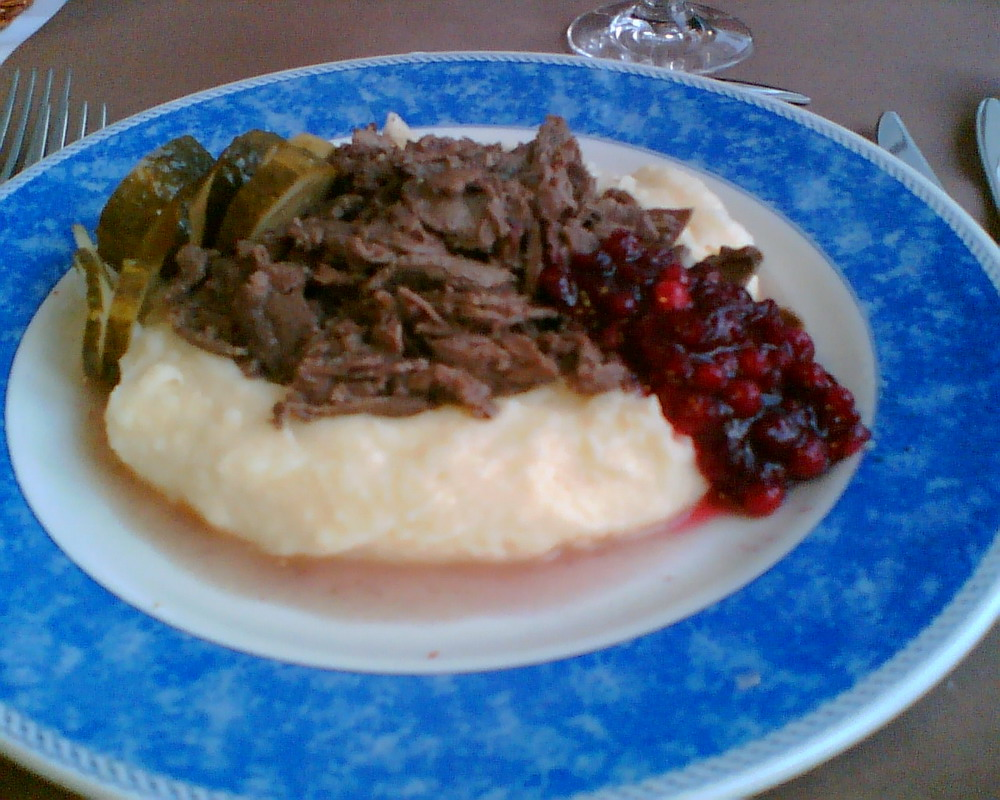
炒驯鹿肉，配以馬鈴薯泥、越橘碎泥和酸黄瓜

炒驯鹿肉（芬蘭語：poronkäristys）是源自拉普兰的著名菜肴。通常用驯鹿背上的肉或肉排做成的，驯鹿肉颜色深厚及低脂肪。准备时先把驯鹿肉切成薄片（把肉冰冻或解冻至零度左右最容易切），然后在平底锅里用脂肪油炒。传统上是用驯鹿的脂肪油，但现今也可以用猪油和黄油，或因健康原因用植物油。炒时添加胡椒和盐，炒后再添加少许水或者啤酒煮一会儿。
在食用时传统上配马铃薯泥和越橘碎泥或者红莓苔子，有时也添配越橘果酱。